# Gegeneraliseerde coördinaten
Onder gegeneraliseerde coördinaten verstaat men in de natuurkunde, in het bijzonder in de mechanica, elke set van elkaar onafhankelijke parameters waarmee een fysisch systeem kan worden beschreven. De term is een overblijfsel uit de tijd dat met coördinaten cartesische coördinaten bedoeld werden. Anders dan mogelijk bij de beschrijving met willekeurige coördinaten, zijn gegeneraliseerde coördinaten onafhankelijke variabelen. Als er {\displaystyle n} gegeneraliseerde coördinaten nodig zijn om een systeem te beschrijven, zegt men dat het systeem {\displaystyle n} vrijheidsgraden heeft.
Gegeneraliseerde coördinaten maken het mogelijk de voor een bepaalde toepassing meest geschikte parameters te gebruiken, waardoor de bewegingsvergelijkingen een eenvoudig vorm kunnen krijgen. Het opleggen van nieuwe beperkingen kan in veel gevallen ook eenvoudiger worden gedaan, namelijk door een van die gegeneraliseerde coördinaten constant te houden.
Het wiskundige begrip dat hiermee overeenkomt, heet kaart.
Tegenwoordig gebruikt men in de exacte wetenschappen meestal bolcoördinaten voor het uitdrukken van hoeken en punten op een bol of bolvormig lichaam.

## Voorbeeld
De positie van een massapunt op een bol om de oorsprong met straal {\displaystyle r} (dus in een driedimensionale ruimte) kan beschreven worden door de cartesische coördinaten {\displaystyle x,\ y} en {\displaystyle z}, waartussen dan de relatie bestaat:
{\displaystyle x^{2}+y^{2}+z^{2}=r^{2}}
Cartesische coördinaten zijn niet geschikt als gegeneraliseerde coördinaten voor de beschrijving van een beweging over een boloppervlak. De beweging op een bol kan eenvoudig beschreven worden met bolcoördinaten. In dit geval met de straal {\displaystyle r}, die constant gehouden wordt, en de hoeken {\displaystyle \vartheta } (t.o.v. de z-as) en {\displaystyle \varphi } (t.o.v. de x-as). De waarden van {\displaystyle \vartheta } en {\displaystyle \varphi } kunnen onafhankelijk van elkaar gekozen worden en vormen dus een stelsel van twee gegeneraliseerde coördinaten. Het systeem heeft twee vrijheidsgraden, immers de straal {\displaystyle r} is constant.
Een cirkelbeweging in de driedimensionale ruimte kan vervolgens worden gerealiseerd door niet alleen {\displaystyle r}, maar ook een van de twee hoekcoördinaten constant te houden, bijvoorbeeld {\displaystyle \vartheta =0} (de beweging vindt dan plaats in het xy-vlak). De hoek {\displaystyle \varphi } van het bewegende lichaam op de cirkel is nu de enige overgebleven vrijheidsgraad.